# Jessie Lipscomb

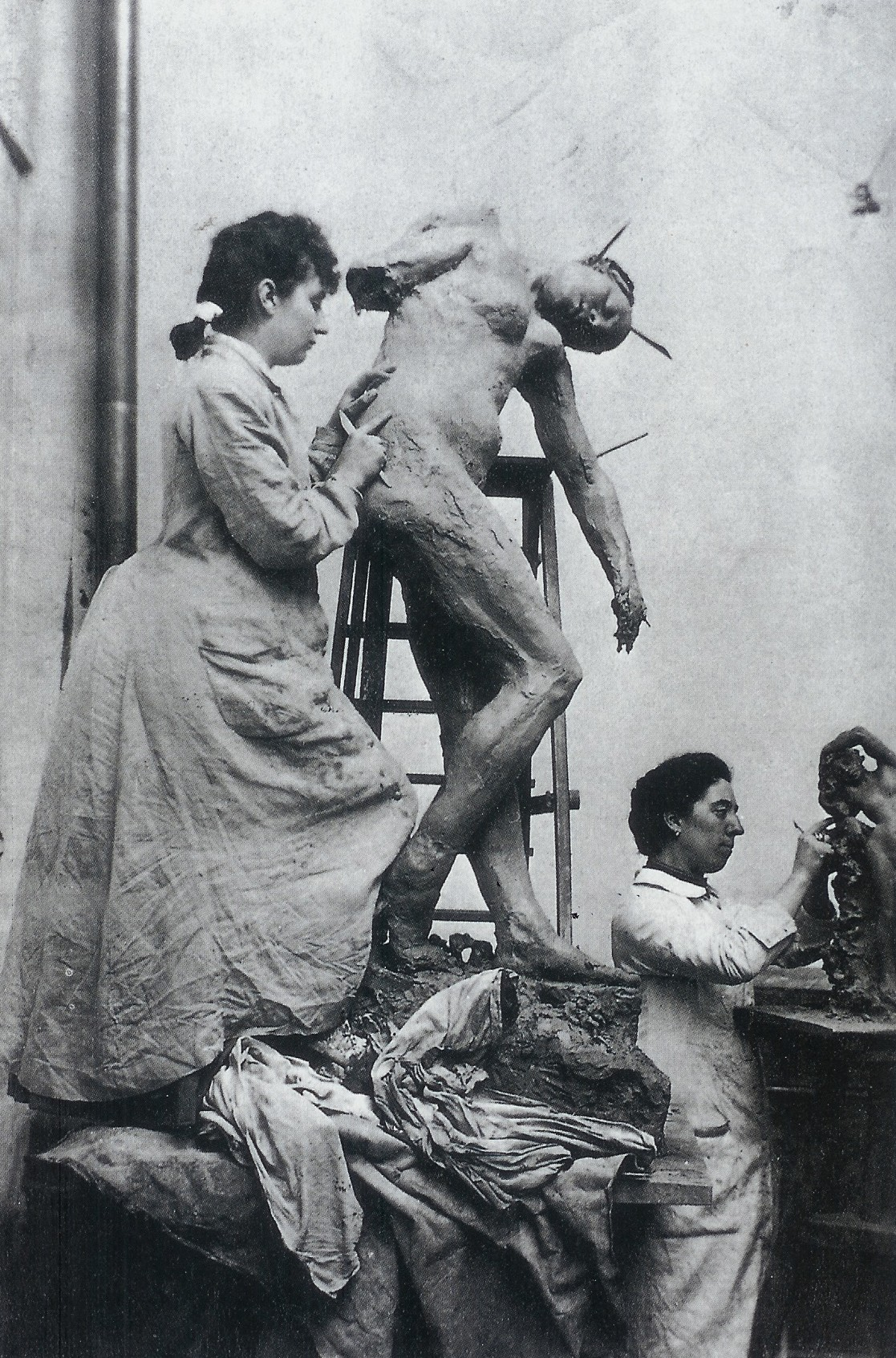
Camille Claudel (im Vordergrund) und Jessie Lipscomb im Atelier

Jessie Lipscomb, verh. Elborne (* 13. Juni 1861 in Grantham (Lincolnshire); † 12. Januar 1952) war eine englische Bildhauerin. Sie war mit Camille Claudel und Auguste Rodin befreundet und arbeitete zeitweilig mit ihnen zusammen in einem Atelier in Paris.

## Leben
Jessie Lipscomb wurde in 1861 in Grantham als Tochter einer Kellnerin und eines Kohlengrubenagenten geboren. Im Jahr 1875 zog die Familie nach Peterborough. Jessie besuchte die National Art Training School in South Kensington, die Vorgängerinstitution des 1896 gegründeten Royal College of Art war. Sie gewann 1882 den Queen’s-Prize und die National Silver Medal im Jahre 1883.
Im Jahr 1884 begann Jessie Lipscomb ein Studium in Paris an der Académie Colarossi. Ihre Mutter arrangierte eine Unterkunft für ein monatliches Kostgeld von 200 Franken bei der befreundeten Bankiersfamilie Claudel in der Rue Notre-Dame des Champs 111. Einige Häuser weiter, in der Rue Notre-Dame des Champs 117 besaß die Tochter von Louis-Prosper Claudel, Camille Claudel seit 1882 zusammen mit zwei weiteren früheren Absolventen der Art Training School – Amy Singer und Emily Fawcett – ein gemeinsames Atelier, in dem die jungen Frauen von Alfred Boucher unterrichtet wurden. Während einer Italienreise von Alfred Boucher kam es zum ersten Zusammentreffen mit Auguste Rodin, der in Vertretung von Boucher den Unterricht der jungen Frauen im Atelier Rue Notre-Dames des Champs übernahm. Kurze Zeit, ab November 1885 später arbeitete neben Camille Claudel auch Jessie Lipscomb im Atelier Rodins in der Rue de l’université 182 als Rodins Assistentin. Jessie Lipscomb wurden unter anderem Arbeiten an der berühmten Figurengruppe Rodins Die Bürger von Calais zugeschrieben.
Camille Claudel fertigte 1885 eine Büste von Jessie Lipscomb an, die sie 1887 bei einer Ausstellung in Nottingham präsentierte. Bei ihrer ersten großen Ausstellung im Nottingham Castle zeigte Jessie Lipscomb 1885 eine Terrakotta-Büste ihres Vaters Sidney Lipscomb, eine Porträtstudie aus Terracotta und eine Terracotta-Büste von William Elborne.
Im Jahr 1886 reisten Jessie Lipscomb und Camille Claudel gemeinsam nach England, um die Eltern von Jessie in Peterborough zu besuchen. Rodin, der zu dieser Zeit auch in England arbeitete, besuchte beide Frauen in Peterborough. Jessie Lipscomb wurde zur besten Vertrauten von Camille Claudel. Sie hatte jedoch auch zu Auguste Rodin ein enges Verhältnis, was sich in zahlreichen Briefen widerspiegelt, in denen Rodin mit Lipscomb die schwierige Beziehung zu Camille Claudel erörterte. Im August 1886 besuchte Jessie Lipscomb zusammen mit Camille und Paul Claudel die Isle of Wight. Hier entstand ein Zyklus von Kohlezeichnungen von Camille Claudel. Im gleichen Jahr stellten Jessie Lipscomb gemeinsam mit Camille Claudel bei der 6. Annual Autumn Exhibition of Modern Pictures in Oil an Watercolour and Architectural Design in Nottingham zusammen aus. Während Camille Claudel eine Porträtstudie in Bronze zeigte, war Jessie Lipscomb mit einer Terracotta-Arbeit, Day Dreams, vertreten.
Im Jahr 1887 arbeiteten beide Frauen im eigenen Atelier an verschiedenen Arbeiten. Von Jessie sind einige Fotografien von Skulpturen überliefert. Sie stellte erneut in Nottingham aus, dieses Jahr eine Porträtstudie aus Terracotta von Camille Claudel, eine weitere Porträtstudie und eine ihrer bekanntesten Skulpturen, Sans Souci.
Ende der 1880er Jahre wurde die Beziehung zwischen Claudel und Rodin zunehmend problematischer und spannungsgeladener. Jessie Lipscomb kam jetzt die Rolle der Vermittlerin zwischen beiden Künstlern zu. Trotz des Zerwürfnisses von Rodin und Claudel und auch einem heftigen Streit Ende 1887 zwischen ihr und Camille Claudel blieb sie mit beiden freundschaftlich verbunden. Rodin besuchte sie auch in späteren Jahren, wenn er sich in England aufhielt. Jessie Lipscomb war eine der wenigen Freunde, die Camille Claudel auch noch besuchten, als sie wegen paranoiden Wahnvorstellungen in eine psychiatrische Anstalt 1913 verbracht wurde, wo sie die letzten 30 Jahre ihres Lebens verbrachte. Nachweislich besuchte Jessie Lipscomb, verheiratete Elborne, Camille Claudel in Montdevergues (Vaucluse) im Jahr 1924 und noch einmal im März 1929. Bei dieser letzten Begegnung wurden von William Elborne einige Fotografien angefertigt, die Jessie Paul Claudel mit der Bitte zukommen ließ, sich intensiver um Camille Claudel zu kümmern.

## Familie
Am 26. Dezember 1887 heiratete sie den Apotheker und Chemiker William Elborne.
William Elborne lehrte an der Medizinischen Fakultät der Universität London und studierte anschließend noch in Cambridge und ließ sich als Analytiker in der Nähe von Peterborough nieder. Aus der Ehe gingen vier Kinder hervor. Einer ihrer Söhne, Sydney Lipscomb Elborne (1890–1986) war ein bekannter Anwalt, Friedensrichter und Träger des Order of the British Empire.
Mit der Heirat von William Elborne beendete sie ihre künstlerische Karriere. Gelegentlich fertigte Jessie Lipscomb-Elborne einige private Terracotta-Porträts ihrer Familie an. Sie starb im Alter von 90 Jahren am 12. Januar 1952.

## Werke
Werke von Jessie Lipscomb sind lediglich aus den Jahren 1885 bis 1887 bekannt, als sie mit Camille Claudel in Paris zusammengearbeitet hat. Zu den Lipscomb zugeschriebenen Werken zählen u. a.
- 1885 Porträt Studie
- 1885 Porträt von William Elborne
- 1885 Porträt von S. Liscomb
- 1886 Day Dreams (Tagträume)
- 1887 Porträt von Camille Claudel
- 1887 Sans Souci

## Ausstellungen
- 1885 5. Annual Autumn Exhibition of Modern Pictures in Oil and Water Colour and Architectural Designs in Nottingham Castle Museum, (einige Werke)
- 1886 6. Annual Autumn Exhibition of Modern Pictures in Oil and Water Colour and Architectural Designs in Nottingham Castle Museum, (Day Dreams)
- 1887 7. Annual Autumn Exhibition of Modern Pictures in Oil and Water Colour and Architectural Designs in Nottingham Castle Museum, (Studie eines Kopfes)
- 1885 bis 1887 The Exhibition of the Royal Academy of Arts, Sommerausstellung, (jedes Jahr mit einem Werk vertreten)

## Rezeption
- Camille Claudel – ein Film von Bruno Nuytten, 1988, Studio Canal Images
- Camille Claudel – into the fire